# Kościół św. Barbary w Sartowicach
Kościół świętej Barbary w Sartowicach – rzymskokatolicki kościół parafialny należący do parafii pod tym samym wezwaniem (dekanat świecki diecezji pelplińskiej).
Jest to świątynia wzniesiona w 1858 roku, przebudowano ją na początku XX wieku. We wnętrzu kościoła znajduje się skromne wyposażenie w stylu barokowym i rokokowym.
Na wieży budowli są umieszczone dwa barokowe dzwony i jeden z XIX wieku.